# Northern Counties Railway
La Northern Counties Railway (in inglese Northern Counties Committee - NCC) era una linea ferroviaria del nord-est dell'Irlanda. Costruita originariamente con il calibro irlandese standard di 1.600 millimetri, alla ferrovia furono successivamente aggiunti dei tratti a passo ridotto (914 mm). Nota con il nome di Belfast and Ballymena Railway, aprì al traffico l'11 aprile 1848.
La NCC fu fondata ufficialmente il 1º luglio 1903, come risultato della fusione della Midland Railway e della Belfast and Northern Counties Railway (BNCR), il nuovo nome della Belfast and Ballymena Railway. All'accorpamento del 1923 delle compagnie ferroviarie britanniche, la Committee divenne parte della London Midland and Scottish Railway (LMS). La linea passò alla British Transport Commission con la privatizzazione delle ferrovie del 1948 in Britannia, e l'anno seguente, 1949, venne ceduta alla Ulster Transport Authority (UTA).
La BNCR, fu sottoposta a successive modifiche, in funzione del valore potenziale turistico della zona, condizionando lo sviluppo della stessa rete attraverso il Nord Irlanda. Furono in grado di sviluppare e valorizzare i vantaggi del breve tratto di mare che separa Irlanda e Scozia, divenuto poi di grande importanza strategica nel corso della seconda guerra mondiale.

## Belfast and Ballymena Railway

### Proposte
L'idea parte da una proposta dei fratelli Davison, originari di Ballymena, di costruire una ferrovia tra Belfast e Ballymena nel 1836, ma non fu accettata, in primo luogo per l'impossibilità di identificare un tracciato ottimale fuori Belfast che non costringesse a pesanti cambiamenti nel paesaggio, e, in secondo luogo, perché non fu ritenuta economicamente vantaggiosa.
Tuttavia nel 1844 gli stessi promotori, in associazione con Sinclair Mulholland, William Coates e John McNeile di Belfast progettarono un nuovo tracciato, che includeva il passaggio a Carrickfergus. Fu assunto l'architetto inglese, Charles Lanyon per attivare i progetti iniziali.
Inizialmente furono proposti due percorsi da Belfast: un percorso interno iniziava sulla strada per Antrim e nei pressi di Cave Hill. L'altro percorso iniziava dalla giunzione di York Road e Corporation Street, e correva verso nord su un terrapieno situato sulla sponda occidentale del Belfast Lough. Per facilitare il gradiente, fu necessario per la linea di Ballymena abbandonare il passaggio per Carrickfergus, sostituendolo con un incrocio finale posto a 6,5 km da Belfast. Lanyon favorì fortemente quest'ultimo percorso costiero condividendo le sue considerazioni in un incontro pubblico al palazzo di giustizia di Antrim il 20 maggio 1844. Fu redatta una mozione per realizzare un'indagine completa della linea e su come dovessero essere ripartiti i costi in caso di sottoscrizione.
Il prospetto fu pubblicato nel settembre 1844 con una revisione ottimistica del costo del progetto. Venne raccolto il capitale sufficiente per avviare il progetto, sia da investitori irlandesi che da investitori inglesi. Nel 1848, il Belfast and Ballymena Railway (B&BR) aveva raggiunto il numero di 221 azionisti.

### Approvazione del parlamento
Il passo successivo fu l'approvazione parlamentare per la linea originale, compresa una deviazione verso Randalstown. Fu regolarmente depositato un progetto di legge che giunse alla Camera dei Comuni nell'aprile 1845. Su richiesta dei Commissari del Belfast Harbour furono inserite delle clausole, per proteggerli dalla possibile concorrenza del porto a Carrickfergus. I promotori furono in grado di dissipare i timori del Comitato riguardo alla mole e al costo dell'opera per cui il disegno di legge ricevette l'approvazione definitiva, il 21 luglio 1845 con la denominazione "Legge per la realizzazione di una ferrovia da Belfast a Ballymena, nella contea di Antrim, con deviazioni per Carrickfergus e Randalstown".

### Costruzione della linea
Lanyon avviò immediatamente i preparativi per la costruzione della linea ferroviari, affiggendo avvisi di gara per la sua costruzione. Il contratto fu assegnato all'ingegner William Dargan. Le rotaie, le traversine e le locomitve vennero acquistate da Bury, Curtis, e Kennedy.
Nel frattempo i dirigenti reclutavano il personale. Nel 1847, Ellis Rowland fu nominato sovrintendente alla locomotiva, mentre nel maggio 1848 Thomas H. Higgin venne nominato direttore dei lavori.
Entro la primavera del 1847, erano già pronte porzioni di linea, e, visto che né Dargan né la B&BR avevano a disposizione locomotive, per l'esecuzione dei lavori fu acquistato un motore di seconda mano dalla Ulster Railway. Mentre si sperava di aprire la linea nel novembre 1847, la data fu posticipata per la necessità di innalzare l'argine lungo la riva del Belfast Lough.
Furono costruite diverse stazioni lungo la linea principale e la succursale per Carrickfergus. La stazione più impressionante fu quella di Belfast, dove Lanyon usò il suo talento di architetto per creare un imponente design classico.

#### Ispezione della Board of Trade
Alla fine della realizzazione, il 10 gennaio 1848, la linea fu ritenuta pronta per l'ispezione da parte del Board of Trade. Il Capitano R.M. Laffan, ingegnere reale (RE) effettuò il controllo e, il 3 marzo 1848, emise un rapporto sfavorevole. Era molto preoccupato, secondo lui il percorso era approssimativo, né erano presenti dei segnali. Inoltre, l'ingegnere ritenne che il ponte ferroviario era stato costruito in modo frettoloso, con il risultato che, durante il test, evidenziò una deflessione eccessiva. Inoltre indicò altri difetti inclusi lo scarso drenaggio e la mancanza di pietre miliari. Il capitano Laffan riteneva pericoloso consentire l'apertura della linea ferroviaria in tal condizioni.

#### La correzione delle carenze
Lanyon e Dargan erano desiderosi di recuperare la propria reputazione, per cui venne avviato un periodo di lavoro frenetico per correggere le carenze individuate dalla relazione della Board of Trade. Gli amministratori svolsero delle ispezioni interne della linea il 6 aprile 1848, e si sentirono abbastanza sicuri di ciò che avevano visto, per cui chiesero al capitano Laffan di effettuare un secondo controllo. Dopo la seconda visita, il capitano presentò un nuovo rapporto l'8 aprile 1848, più incoraggiante di quello precedente. Anche se erano presenti ancora alcune osservazioni, il capitano H.D. Harness RE, segretario del Dipartimento ferroviario del Board of Trade avvisò formalmente i dirigenti della B&BR, il 14 aprile 1848, che la ferrovia poteva essere aperta al pubblico. Tuttavia, l'autorizzazione era già stata inviata in precedenza via telegrafo e la ferrovia era già al lavoro.

### Apertura della linea
Non appena fu ricevuta l'autorizzazione telegrafica del Board of Trade, fu dato l'annuncio sui quotidiani, con data 8 aprile 1848, che il B&BR avrebbe aperto al pubblico la ferrovia il 12 aprile 1848. A causa del ritardo nelle operazioni di partenza, si decise di annullare la cerimonia ufficiale di apertura. Tuttavia, due corse speciali vennero fatte in data 11 aprile 1848 per dare ai membri della stampa e ai potenziali clienti un assaggio del viaggio ferroviario.
Il servizio giornaliero comprendeva cinque treni per ogni direzione sulla linea di Carrickfergus Junction e sulla linea Drumsough Junction-Randalstown, considerate sussidiarie. Tutti i treni della linea principale dovevano invertire la loro direzione allo svincolo di Carrickfergus poiché la connessione finale si trovava in quel posto . Questo sarebbe stato un problema di funzionamento per gli anni a venire.
Dato che i capannoni merci erano ancora incompleti, non era possibile far viaggiare i treni merci, limitando il loro trasporto ad alcuni articoli nei treni passeggeri.

#### Primi resoconti
I risultati finanziari per il primo anno di attività furono scarsi, a causa della diminuzione del traffico di passeggeri durante la stagione invernale e per la carestia delle patate, con il risultato che non fu pagato nessun dividendo. Il traffico merci fu avviato una volta che i capannoni e altri servizi furono completati e, nel tentativo di aumentare il traffico di passeggeri, l'azienda ridusse le tariffe di seconda e terza classe. Tuttavia, la situazione finanziaria rimase insoddisfacente nel corso dei primi anni e non fu dichiarato nessun dividendo fino al 1850-51, quando fu possibile pagare un modesto dividendo dell'1%.
I dividendi continuarono ad essere dell'1-1½% fino al novembre 1855, quando salirono al 5%. Il traffico di merci continuò ad aumentare, anche se il numero di passeggeri oscillava.

### Estensione a Cookstown
Poiché terminava in un piccolo paese di campagna, la deviazione verso Randalstown non generava il traffico desiderato dagli amministratori. Pertanto si decise di estendere la linea fino a Cooktown con una legge approvata il 28 giugno 1853. Dopo un ritardo nell'acquisizione di terreni e nella raccolta di capitali, William Dargan si aggiudicò il contratto per la costruzione della linea dando inizio ai lavori nel marzo 1855.
L'estensione verso Cookstown prevedeva due massicce opere di ingegneria. Una era un ponte in muratura di otto campate, con la linea ferroviaria a quindici metri sopra il fiume Maine appena fuori Randalstown; l'altra, pochi chilometri più avanti, era un ponte a reticolo con una sezione fluttuante attraverso il fiume Bann, nei pressi del Lough Neagh. Dargan fu in grado di eseguire rapidamente i lavori di ampliamento verso Cookstown e la linea fu ritenuta pronta per un'ispezione il 13 ottobre 1856.
Il Capitano H.W. Tyler RE, l'ufficiale di ispezione, riferì che, sebbene ci fosse tanto di cui essere soddisfatti, la presenza di un incrocio non autorizzato gli impediva di concedere l'apertura della linea. Alla fine, a seguito di una fitta corrispondenza tra gli amministratori ed il Board of Trade, il permesso fu dato, a condizione che un ponte sostituisse l'incrocio entro sei mesi. La linea fu inaugurata ufficialmente il 16 ottobre 1856, ma i servizi pubblici non iniziarono fino al 10 novembre. Quattro treni correvano in ogni direzione nei giorni feriali e due la domenica.

### Aumento del traffico
Sia dai primi giorni furono attuate iniziative per promuovere il viaggio. Treni speciali corsero da Ballymena e dalle stazioni intermedie in relazione alla visita della regina Vittoria a Belfast nel mese di agosto 1849. Nello stesso anno, erano disponibili biglietti per una gita giornaliera da Belfast a Randalstown per coloro che desideravano visitare il Castello di Shane, a circa due terzi del costo del biglietto normale. Furono offerti biglietti a buon mercato anche per coloro che viaggiavano a Belfast; nel 1857, si suggerì ai passeggeri da Cookstown di sperimentare la vista a Cavehill.
Dal 1859, furono messe in atto altre offerte, per i gruppi di più di otto persone o per viaggi multipli verso destinazioni quali il Castello di Shane, il Parco Masserene, il ponte Toome, il Moyola Park, il Selciato del gigante e il Castello di Dunluce. Come sempre, il mare era una destinazione popolare: i biglietti turistici per Portstewart e Portrush attraverso la vicina Belfast, Ballymena, Coleraine and Portrush Junction Railway (BBC&PJR) validi per sette giorni venivano offerti al prezzo di una corsa singola.

### Mancanza di capitali e cambiamento di nome
La B&BR continuò a prosperare, ma mancava di capitale e i problemi vennero a galla quando fu riferito che il capitale era stato interamente speso e il potere di credito era stato superato di 10.000 sterline. Era essenziale che l'azienda raccogliesse fondi supplementari per raddoppiare la linea esistente fuori Belfast, in quanto non era più adeguata per l'attuale volume di traffico e molte delle stazioni di legno originali dovevano essere sostituite. Fu effettuata pertanto una richiesta al Parlamento nel più breve tempo possibile.
Nel 1858, con la connivenza della B&BR, la vicina BBC&PJR promosse un progetto di legge per autorizzare la B&BR all'acquisto della BBC&PJR in data futura. La somma richiesta doveva essere pagata attraverso l'emissione di nuove azioni. La fusione fu resa possibile grazie alle relazioni che entrambe le società avevano con William Dargan.
Tuttavia, una complicazione nacque quando alla BBC&PJR fu concessa l'approvazione parlamentare nell'aprile del 1859 per costruire un ponte sul fiume Bann a Coleraine per connettersi con la Londonderry and Coleraine Railway. Dal momento che questo accadde dopo l'atto del 1858, il ponte non poteva essere incluso nella vendita con la BBC&PJR. La situazione fu regolarizzata con un atto aggiuntivo. Inoltre, questo disegno di legge successivo modificò il titolo della B&BR e pertanto anche le date degli acconti semestrali. Quando fu emesso l'ultimo acconto a fine marzo 1860, fu possibile dichiarare un dividendo del 4%. Con il passaggio del disegno di legge il 15 maggio 1860, la Belfast and Ballymena Railway cessò di esistere e nacque la Belfast and Northern Counties Railway (BNCR).

## Belfast and Northern Counties Railway
Il 15 maggio 1860 la Belfast and Ballymena Railway cambiò denominazione in Belfast and Northern Counties Railway (BNCR), nome che fu mantenuto fino alla fusione con la Midland Railway nel 1903.
Le seguenti ferrovie indipendenti divennero parte della BNCR dopo la loro fusione (data di apertura/data di fusione):
- Ballymena, Ballymoney, Coleraine and Portrush Junction Railway (novembre 1855/gennaio 1861)
- Londonderry and Coleraine Railway (dicembre 1852 e luglio 1853/luglio 1871)
- Ballymena, Cushendall and Red Bay Railway (1875 & 1876/ottobre 1884)
- Ballymena and Larne Railway (agosto 1877, giugno & agosto 1878/luglio 1889)
- Carrickfergus and Larne Railway (ottobre 1862/luglio 1890)
- Draperstown Railway (luglio 1883/luglio 1895)
- Derry Central Railway (46 km) (febbraio 1880/settembre 1901)
- Portstewart Tramway (giugno 1882/giugno 1897)

Dal 1857 Edward John Cotton succedette a Thomas H. Higgin come manager della B&BR continuando a mantenere quella posizione con la BNCR. Fu determinante nel rendere la ferrovia la più prospera d'Irlanda. Berkeley Deane Wise fu l'ingegnere capo Civile della BNCR nel periodo 1888-1906. Durante questi 18 anni Wise diede un contributo immenso alla BNCR, progettando molte delle sue grandi stazioni e attrazioni turistiche.

### Servizi navetta
La distanza più breve tra Gran Bretagna e Irlanda è di 35 km attraverso il Canale del Nord tra Portpatrick nel Wigtownshire, in Scozia, e Donaghadee nella Contea di Down. Un servizio privato di posta aveva iniziato a operare già nel 1662, e venne preso in consegna dagli uffici postali e poi dall'ammiragliato, continuando per quasi 200 anni. Nel 1849, i problemi sia a Portpatrick e Donaghadee durante maltempo e la difficoltà di accogliere grandi piroscafi a Portpatrick causò la fine del Short Sea Route che venne trasferito a Stranraer e a Larne.
Anche prima del completamento della ferrovia Carrickfergus & Larne (C&LR), la BNCR stava giocando il ruolo da protagonista nelle discussioni con altre imprese ferroviarie sul funzionamento di un servizio di vaporetto tra Stranraer e Larne. La ferrovie BNCR, Glasgow and South Western, Portpatrick, North British e Newcastle & Carlisle formarono un comitato congiunto per realizzare un piroscafo. Acquistarono un battello a vapore con lo scafo in ferro Briton, la cui prima tratta ebbe luogo il 2 ottobre 1862. Il servizio non fu un successo e continuò con scarsi risultati finanziari, fino ad essere sospeso il 31 dicembre 1863.
Nel frattempo, la BNCR continuò a promuovere la possibilità di un servizio di vaporetto, ma con una nave migliore. Anche se mancavano i capitali, furono in grado nel 1871 ad incoraggiare investitori privati a creare una nuova società. Conosciuta come la Larne Company Stranraer Steam Boat, il 1º luglio 1872 fu varata la PS Princess Louise con un servizio giornaliero.
Nel 1885, le ferrovie London & North Western, Midland, Caledonian e Glasgow and South Western avevano formato la Portpatrick and Wigtownshire Joint Railway, soprattutto per migliorare la redditività del percorso, ed acquistando la compagnia del piroscafo. Una nuova nave più veloce e più grande, la Princess Victoria, entrò in servizio nel maggio 1890 e ridusse il tempo per la traversata in mare a solo 2 ore e un quarto. Il nuovo servizio fu un immediato successo ed era ben frequentato da uomini d'affari. Inoltre, il Postmaster General riconobbe il percorso come via alternativa per la posta, aggiuntiva rispetto a Holyhead-Kingstown. Il traffico aumentò del 40% tra il 1875 e il 1885 e nel luglio 1891 fu varata una nave supplementare in servizio durante l'estate. La BNCR aveva sottoscritto una grossa somma nel 1890 e nel luglio 1893 fu in grado di riunire le quattro ferrovie della Portpatrick Joint Railway nel nuovo Larne & Stranraer Steamship Joint Committee. Edward John Cotton della BNCR gestì il servizio che continuò ad essere un successo. La BNCR assorbì la Ballymena & Larne Railway nel 1889 e la ferrovia tra Carrickfergus e Larne nel 1890, così entrò in possesso di entrambi i percorsi che conducevano al piroscafo di Larne-Stranraer.

### Turismo
Mentre il turismo verso l'Irlanda non era una novità, nell'ultimo quarto del XIX secolo vi fu un grande aumento nel numero di turisti che sceglievano la traversata in mare dalla Gran Bretagna per godere delle bellezze del paesaggio irlandese. Le ferrovie si resero conto che questo desiderio poteva essere incentivato, incoraggiando lo sviluppo turistico, dal momento che questo avrebbe portato loro un aumento del traffico. Sulla BNCR, il suo manager, Edward John Cotton, riconobbe il valore potenziale del turismo e fu influente nel suo sviluppo in tutto il nord d'Irlanda. La BNCR fu in grado di sfruttare i vantaggi del percorso marittimo a corto raggio, Larne-Stranraer con il vantaggio della luce delle giornate estive, e della facilità con cui i passeggeri potevano arrivare ai treni a vapore lungo il molo a Larne Harbour.

#### Escursioni e attrazioni speciali
La BNCR portò avanti il pacchetto di offerte della B&BR per le escursioni a buon mercato. Oltre alle escursioni organizzate dalla società stessa, vi erano dei treni estivi speciali che operavano per conto di organismi esterni, in particolare le scuole domenicali e altre organizzazioni della Chiesa. Furono noleggiati un gran numero di treni speciali dalle organizzazioni lealiste in tutto il "Twelfth of July" e il "Twelfth of August".
G.L. Baillie, pioniere del golf, organizzò escursioni che includevano il biglietto del treno in prima classe e la sistemazione in hotel a Portrush e Newcastle e alla Contea di Donegal confinante con Rosarno, Portsalon e Lisfannon.
Il Giant's Causeway divenne dal 1887 un'attrazione turistica ancora più importante con l'apertura del Giant's Causeway Tramway. Migliaia di turisti trovarono il viaggio da fuori della stazione ferroviaria di Portrush molto più veloce e più facile di prima e, essendo il primo tram idroelettrico, era già un'attrazione in sé.
Un'altra delle famose attrazioni turistiche dell'Ulster è la Antrim Coast Road che si estende a nord da Larne a Ballycastle e Portrush e da cui si possono osservare le nove Glens of Antrim. La più grande e probabilmente la più bella è Glenariff; da Parkmore fino al mare. L'apertura della linea Cushendall offrì ai passeggeri la possibilità di raggiungere per turismo località inedite. La BNCR affittò Glenariff dai proprietari e rese pubblica la presenza di una serie di sentieri e ponti per rendere più facile l'accesso ai turisti. Rifugi rustici furono posti vicino alle cascate d'acqua per proteggere i visitatori dagli schizzi e, nel 1891, fu costruita una tea house, che, oltre a fornire un rinfresco, dava accesso ad una camera oscura agli appassionati di fotografia.
Nella zona di Islandmagee, nei pressi di Whitehead si possono osservare paesaggi costieri di diversa natura. Anche se era già presente qualche struttura per i turisti, l'ingegnere civile della BNCR Berkeley Deane Wise costruì un nuovo lungomare e importò la sabbia da Portrush per realizzare la costruzione di una spiaggia. Nel 1892 progettò anche un percorso sulla scogliera che si estendeva per due chilometri da Whitehead fino al promontorio di Blackhead.
A nord di Whitehead, sulla costa orientale di Islandmagee si trova una regione con alte scogliere di basalto conosciute come The Gobbins. Anche in questo caso, Wise si mise all'opera per la costruzione di un percorso. Per collegare i vari livelli furono tagliati dei passi, i burroni furono attraversati da ponti, tra cui due tubolari, che collegavano lo Stack O'War Man al percorso principale. La prima sezione del percorso fu aperta nell'agosto 1902 ma i costi eccessivi impedirono di continuare fino a Port Heddle come originariamente previsto.

#### Hotel
La maggior parte degli alberghi del XIX secolo presenti in Irlanda non possedevano un livello di accoglienza elevato. Questo aspetto fu preso in considerazione dalle aziende proprietarie delle linee ferroviarie che si interessarono direttamente alla questione. La BNCR e la Great Southern and Western Railway furono due eccezioni.
La BNCR acquisì una quota nel contratto di locazione del rinomato e antico albergo Antrim Arms a Portrush e nel 1883 formò una società separata per gestire quello che era stato ribattezzato l'Hotel Northern Counties. Situato su un sito elevato, l'hotel si affaccia sull'Oceano Atlantico sia davanti che dietro. Con più di 100 camere, era destinato ad accogliere turisti di alta classe che visitavano il Giant's Causeway. L'hotel fu ampliato e migliorato nel 1884 e nel 1892. Nel 1902 la BNCR acquistò la piena proprietà a titolo definitivo da William McDonnell, VI Conte di Antrim.
Un nuovo hotel fu costruito a Belfast, come parte della ricostruzione della stazione di York Road, con l'intenzione di attrarre i viaggiatori a lunga distanza, era anche conveniente per le barche a vapore che attraversavano il canale. Progettato da Berkeley Dean Wise e direttamente collegato alla stazione, lo Station Hotel venne inaugurato nel 1898.
Oltre agli hotel lungo la ferrovia, nel 1890 fu costruito l'hotel indipendente Olderfleet a Larne e l'Antrim Arms e il Marine a Ballycastle con la possibilità di avere biglietti ferroviari combinati all'hotel.

#### Il treno Holden
Il treno Holden era un concetto nuovo nel campo del turismo irlandese. Nel 1902, A.W. Holden, un albergatore di Larne che aveva affittato i treni dalla BNCR per i suoi tour estivi, propose alle ferrovie di fornire lui stesso un treno speciale. I lavori per la York Road realizzarono un treno con quattro carrozze tutte di prima classe, con tre saloni e un vagone ristorante, tutti arredati secondo standard elevati. Vi erano dei veicoli a carrelli con collegamenti corridoio; i profili del sottoscocca terminavano in pannelli congiunti e le rifiniture delle porte erano incassati in modo simile alle carrozze Pullman. I vagoni a sei ruote furono dotati di collegamento a corridoio.
Il treno entrò in servizio nel 1903 poco prima della fine della carriera indipendente della BNCR. Con sede presso l'Hotel Laharna, a Larne, il tour di Holden dava la possibilità ad un turista di visitare la maggior parte delle attrazioni turistiche nel nord-est dell'Irlanda nell'arco di sei giorni. Durante questo tempo, si coprivano 640 km di viaggio ferroviario e altri 64 km su strada. Il tour venne proposto fino allo scoppio della prima guerra mondiale.

### Incidenti
Durante i primi anni della società non vi furono gravi incidenti, ma con l'aumento del traffico il sistema divenne più movimentato, le debolezze e le inadeguate procedure operative portarono a un aumento degli incidenti. Gli ispettori della Board of Trade indagarono e riferirono sulle cause e consigliarono le opportune azioni correttive.
Il numero di feriti era basso, ma vi furono alcuni incidenti mortali.
- 9 febbraio 1863. La giunzione tra due carrozze di un treno da Ballymena a Belfast si ruppe e il vagone di prima classe cadde su un lato, ma fortunatamente non trascinò gli altri veicoli. Due passeggeri rimasero feriti.
- 3 aprile 1863. Uno scambio a Coleraine deviò un treno in un altro binario dove si scontrò con un treno che marciava nel senso opposto.
- 2 ottobre 1876. Un treno da Belfast a Ballymena deragliò su un attraversamento a Cookstown Junction. Il generale CS Hutchinson RE indagò sull'incidente e accusò il sistema di incastro del filo in uso sulla giunzione.[non chiaro]
- 26 dicembre 1876. Il treno passeggeri delle 08.35 da Coleraine verso Belfast e il treno merci delle 08.15 si scontrarono frontalmente a Moylena nei pressi di Antrim. Un passeggero morì e altri otto si ferirono. Il colonnello FH Rich RE indagò e trovò dei difetti nel metodo che la società attuava sulla linea singola con un sistema di orari fissi, raccomandò la formazione del personale fino a quando la linea non fosse stata raddoppiata.
- 23 dicembre 1878. Alcuni vagoni deragliarono durante le manovre di un treno misto vicino a Duncrue Carrickfergus.
- 28 settembre 1887. Un treno deragliò sul lato di Londonderry del ponte Bann a Coleraine. Durante la sua indagine, il colonnello Rich scoprì che le rotaie erano vecchie e la zavorra era di scarsa qualità. Denunciò la mancanza di travi in legno sul ponte stesso, che avrebbero impedito al treno deragliato di cadere nel fiume, criticando anche le modalità di segnalazione del ponte.
- 27 febbraio 1892. Un treno merci da Limavady si scontrò con la parte posteriore del treno passeggeri delle 07.00 da Londonderry a Belfast nei pressi di Castlerock. Ci furono dei feriti. Il generale Hutchinson fu polemico con il personale a Downhill e Castlerock segnalando irregolarità nelle segnalazioni. Il treno passeggeri era in ritardo a causa dello scarso calore, perché l'arco in mattoni nel focolare della locomotiva era crollato qualche giorno prima e il generale Hutchinson biasimò il macchinista per non aver segnalato la caduta.
- 25 agosto 1894. Un treno merci da Larne Harbour a Belfast deragliò su un tratto di binario appena ricostruito, poco dopo aver lasciato Whitehead. Avrebbero dovuto imporre un limite di velocità di 16 km/h, ma la squadra di lavoro permanente per l'esecuzione dei lavori non era riuscita a inviare segnali di pericolo e aveva lasciato la rotaia in una condizione pericolosa. Fortunatamente i veicoli deragliati rimasero in piedi al loro passaggio attraverso il tunnel Whitehead altrimenti le conseguenze sarebbero potute essere molto più gravi.
- 7 agosto 1897. Il focolare crollò sulla locomotiva 2-4-0 No.58, uccidendo due uomini mentre si avvicinava alla stazione di Antrim. Il Maggiore F.A. Marindin rilevò che la procedura dell'ispezione delle caldaie della locomotiva era inadeguata e fu messo in atto un regime più rigoroso.
- 13 luglio 1898. Il treno passeggeri della 09.55 da Belfast a Larne superò i segnali alla stazione di Larne Town e si scontrò con un treno di carrozze vuote causando ingenti danni ad entrambi i treni. Poco dopo, la stazione di Larne Town fu completamente rinnovata e la sezione tra Larne Town e Larne Harbour fu dotata di strumenti complessi.
- 10 ottobre 1900. Il treno delle 16.00 da Kilrea per Coleraine deragliò completamente poco più di 1,6 km a sud della stazione di Coleraine, ma fortunatamente non vi furono feriti. Il Maggiore J.W. Pringle RE determinò che la causa fu l'eccessiva velocità su rotaie di ferro vecchio, aggravata dalla rigidità del telaio a doppia locomotiva, No.22. Fu subito iniziato il completamento del programma di inoltro pista.
- 25 settembre 1902. Un treno speciale per le truppe da Ballincollig, Contea di Cork per Larne Harbour si divise. La parte posteriore si staccò ed in seguito entrò in collisione con quella di fronte tra Greenisland e Trooperslane. Quattro veicoli furono distrutti e molti altri danneggiati; tre cavalli della cavalleria morirono nell'incidente, ma non ci furono altri feriti. Il Maggiore Pringle ritenne che l'equipaggio della locomotiva non era stato sufficientemente attento nel mantenere una corretta visuale di guida. Inoltre, biasimò la Great Southern and Western Railway, la GNR(I) e la BNCR, per la scarsa qualità dei binari e per aver messo i carri merce non frenati davanti alle carrozze, con il risultato che il freno a vuoto non era in funzione in tutto il treno.

### Fusione
La Midland Railway aveva investito massicciamente in nuove strutture portuali a Heysham ed era ansiosa che la sua influenza nel territorio dell'Ulster non si sarebbe ridotta a Donegall Quay a Belfast. Per estendere la propria attività in Irlanda decise di acquistare una partecipazione in una grande rete ferroviaria irlandese. La BNCR era un'efficiente e prospera società e ben si adattava agli scopi della Midland; la ferrovia collegava le due maggiori città del nord d'Irlanda e aveva collegamenti diretti con la Contea di Donegal. La Midland fece un'offerta molto allettante, gli amministratori della BNCR consigliarono agli azionisti di accettare. Così fu deciso.
La data per la fusione fu fissata per il 1º luglio 1903, il disegno di legge parlamentare necessario per la fusione fu convertito in legge il 21 luglio 1903. Così finì l'esistenza separata delle due linee ferroviarie che fu affettuosamente soprannominata "Big Nancy Coming Running". Da allora in poi, la BNCR sarebbe stata nota come Midland Railway (Northern Counties Committee).

## Midland Railway (Northern Counties Committee)

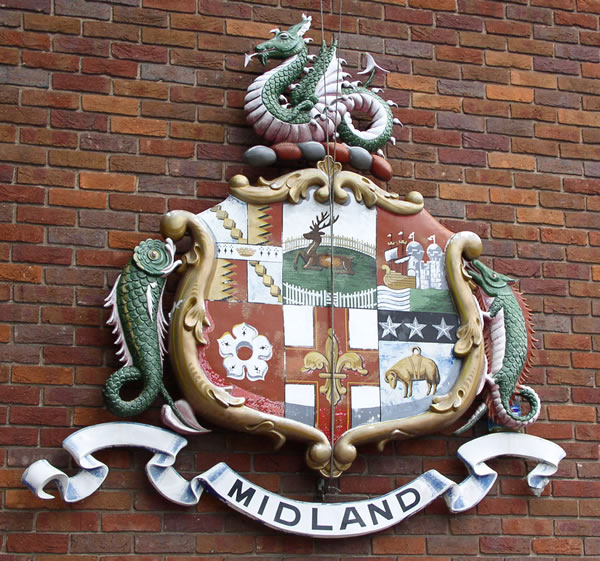
Stemma della Midland Railway.

La fusione della BNCR con la Midland Railway ha inizio il 1º luglio 1903. La ferrovia mantenne una grande autonomia e fu gestita da un comitato con sede a Belfast, il Northern Counties Committee (NCC). Le locomotive e il materiale rotabile rimase, di proprietà della BNCR, tranne per l'adozione dello stemma della Midland Railway e il monogramma NCC.
Le seguenti ferrovie entrarono a far parte della MR (NCC) (data di apertura/data di fusione):
- Sezione di Londonderry e Strabane, già parte della Donegal Railway (23 km) fu assorbita dalla MR (NCC) nel maggio 1906.
- Limavady and Dungiven Railway (17 km) (luglio 1883/febbraio 1907).

Il chilometraggio totale nel 1911 era di 421 km.

### Gli sviluppi dopo la fusione
Dalla Derby furono acquistate due automotrici a vapore entrando in servizio nel 1905. Originariamente proposte per i servizi suburbani di Belfast, il dipartimento per il traffico decise di metterli al lavoro sul servizio Belfast-Ballymena. I vagoni di alaggio e il trasporto dei cavalli divennero ben presto obsoleti e furono ritirati nel 1913.
Nel frattempo nel 1907 fu ottenuto l'appalto per il traffico di minerale di ferro. Il ferro era trasportato su strada dalle miniere situate nei pressi di Parkmore verso Waterfoot per la spedizione, ma le cattive condizioni delle strade rendeva impossibile il trasporto. Il traffico fu spostato sulla tratta tra Ballymena a Larne Harbour, e, per questo, furono costruiti 100 nuovi vagoni, e due nuove locomotive per gestire le 35.000 tonnellate di minerale che dovevano essere trasportati ogni anno.
La NCC acquistò nel 1905 due motori pullman Thornycroft, e ne assunse un terzo per almeno una stagione. Uno fu utilizzato per accompagnare gli ospiti presso l'Hotel Northern Counties in viaggio per il Giant's Causeway e altre attrazioni turistiche, mentre il secondo fornì un servizio tra Parkmore, Glenariff Glen e Cushendall. Il veicolo noleggiato fu usato nei tour sulla Antrim Coast Road.

### Statistiche nel 1910
- Nel 1910 il Comitato possedeva 79 locomotive, 364 vagoni passeggeri, due macchine motore e 2.328 vagoni merci
- Le locomotive erano dipinte di verde invisibile, un verde bronzo molto scuro, quasi nero, con rivestimenti in giallo, blu e vermiglio. I posti a sedere per i passeggeri, erano foderati in oro e vermiglio.
- La Portstewart Tramway possedeva 3 locomotori e quattro altri veicoli
- Il Comitato possedeva tre hotel: Midland Station Hotel, a Belfast, Northern Hotel Contee, a Portrush, e Laharna Hotel, a Larne

Tutti i dettagli in questa sezione sono tratti da Railway Year Book 1912 (Railway Publishing Company)

### Turismo
La NCC continuò la politica della BNCR per incoraggiare il turismo.
Gli hotel non furono trascurati. L'hotel di Belfast, ora conosciuto come Midland Station Hotel continuò a prosperare e nel 1905 furono aggiunte camere da letto supplementari. Nel 1906 furono aggiunte degli alloggi supplementari sul retro del Northern Counties Hotel a Portrush. Il lavoro aumentò il numero delle camere a 150 e fornì una nuova sala da ballo. L'NCC acquistò dalla società Holden, nel 1909 un terzo hotel, il Laharna Hotel a Larne, e con esso anche il treno Holden.
Glenariff continuò ad essere una popolare destinazione turistica e treni della domenica, durante l'estate, furono deviati sulla linea di Cushendal, per soddisfare la domanda pubblica.
Il percorso sulla scogliera Gobbins a Islandmagee non era stata completata nei giorni della BNCR. Anche se si era pensato di allungare di 5 km il percorso fino a Port Heddle, la progettazione e la costruzione di altre opere per completare questo percorso comportavano costi troppo alti. Invece una estensione finale del percorso solo fino alle Sette Sorelle fu inaugurato nel 1908.

### Servizio del battello
Il servizio piroscafo Larne-Stranraer continuò a prosperare. Un piroscafo nuovo, la Princess Maud, fu consegnata nel maggio 1904. È stata la prima turbina a vapore ad operare su una qualsiasi tratta di attraversamento del canale sul Mare d'Irlanda. Un piroscafo ulteriore arrivò nel 1912. La Princess Victoria era molto simile alla Maud, ma con motori più potenti e più confortevole.
Nel frattempo, il servizio tra Heysham e Belfast iniziò ad operare nel settembre del 1904 con tre nuove navi, la Antrim, la Donegal e la Londonderry. La NCC era meno coinvolta in questo percorso rispetto a quello di Stranraer, ma gestì le strutture all'ormeggio di Donegall Quay a Belfast e fornì i servizi di prenotazione, sia a Belfast e attraverso le prenotazione dalle sue stazioni.

### Prima guerra mondiale
La NCC è rimasta relativamente inalterata dagli eventi della prima guerra mondiale. La maggior parte del traffico attraverso il canale fu effettuato all'inizio sul percorso tra Kingstown e Holyhead e la NCC non ebbe un aumento del traffico delle merci.
In Irlanda non fu mai applicata la leva obbligatoria, ma 318 dipendenti della NCC furono arruolati nelle forze armate, di cui 60 vennero uccisi durante la prima guerra mondiale.
Nel settembre del 1914 la NCC si impegnò a costruire 70 carri da trasporto su strada a York Road per il Dipartimento della guerra e nell'ottobre 1915 subappaltò il lavoro sulle munizioni per Workman Clark & Co.
La prima guerra mondiale ha prodotto gravi carenze di materiali, per cui l'azienda fu costretta a rimuovere una piccola serie di binari poco utilizzati, per potere essere riutilizzati. Fu anche necessario ricorrere all'uso di traversine a base di legno autoctone piuttosto della varietà importata dal Baltico. Per risparmiare i tubi delle caldaie in acciaio sostituirono il rame e l'ottone nelle locomotive, e, a causa della requisizione da parte del governo di tutta la produzione di lana, doveva essere acquistato un diverso modello di cappotto.
Greencastle, la prima stazione di Belfast, fu chiusa nel giugno 1916 a causa della concorrenza dei tram.
La NCC insieme ad altre ferrovie irlandesi, dal mese di ottobre 1916, adottò il Greenwich Mean Time.
Questo portava avanti l'orario di 25 minuti davanti a Dublino o di un'ora rispetto a quello che era stato precedentemente usato in tutta l'Irlanda.
Gli hotel di Belfast e Derry continuarono a funzionare abbastanza normalmente anche se, allo scoppio della prima guerra mondiale, avevano perso i loro dipendenti francesi e tedeschi. Il Laharna, invece, soffrì della carenza di turisti e, nel 1917, venne requisito dall'esercito.
Anche i servizi di battello, a causa della guerra, subirono delle ripercussioni. La Princess Victoria fu requisita come nave dalle truppe, lasciando solo la Princess Maud ad operare sulla tratta Larne-Stranraer per il servizio di posta, a volte l'unico passaggio disponibile, a causa dell'attività di sottomarini nemici presenti nel Mare d'Irlanda. La Princess Victoria tornò a prestare servizio sul canale nel 1920. Il servizio Heysham fu sospeso nella seconda parte della guerra, e il piroscafo Donegal venne affondata nel 1917.

#### Controlli governativi
Le ferrovie inglesi dallo scoppio della guerra erano sotto il controllo del governo, ma non quelle in Irlanda. I sindacati credevano che sotto controllo statale i loro membri avrebbero potuto raggiungere la parità nei bonus guerra, e, con il trasporto attraverso il canale e fecero una pressione costante per raggiungere questo obiettivo. Frustrati per la mancanza di progressi, i sindacati minacciarono di protestare nel dicembre 1916, questo spinse il governo ad accettare di assumere il controllo delle linee irlandesi. Il 22 dicembre 1916 passarono sotto il controllo del Board of Trade che agiva attraverso l'Irish Railways Executive Committee (IREC).
Il governo pagò un indennizzo per le ferrovie per portare i loro introiti netti fino a quelli del 1913 soggetti a limitazioni di spesa in conto capitale. La NCC era già stata messa sotto controllo statale dal 1914 attraverso la Midland Railway. Il costo del bonus di guerra fu pagato dal governo.
L'enorme consumo di carbone da parte dell'industria ha fatto sì che ce ne fosse di meno disponibile in l'Irlanda, e, nel marzo 1918 il Board of Trade ordinò alle ferrovie irlandesi di tagliare i consumi del 20%. La NCC mantenne lo stesso volume di trasporto dei beni, ma il traffico dei passeggeri si ridusse di un quarto.
Il controllo si concluse con l'armistizio nel 1918. L'IREC applicò le giornata lavorativa di otto ore per i ferrovieri a partire dal gennaio 1919. Ciò costrinse la NCC ad assumere, nel reparto traffico, altri 158 uomini.
Il nuovo Ministero dei Trasporti assunse i poteri dell'IREC che cessò di funzionare il 31 dicembre 1919. I negoziati tra le ferrovie e il ministero per il passaggio dal controllo statale e la compensazione continuò per tutto il 1920 e per i primi mesi del 1921, mentre la supervisione governativa si concluse il 15 agosto 1921.

### Difficoltà
Nel 1920 vi fu una diffusa instabilità politica in Irlanda. Le ferrovie erano obiettivi primari, anche se la NCC non soffrì molto, a differenza delle altre linee. Il 25 marzo 1921, le costruzioni in legno a Crossroads, Cargan, Parkmore e Retreat sulla linea Cushendall furono incendiate e completamente distrutte. La stessa notte le cabine di segnale a Killagan e Dunloy sulla linea principale furono distrutte da un incendio mentre quella a Glarryford subì danni minori.
Due treni che stavano attraversando Staffordstown il 29 giugno 1921 furono assaliti da uomini armati che rubarono i sacchi postali. In un incidente simile altri uomini armati fermarono un treno a Parkmore vicino Martinstown e nuovamente rubarono sacchi postali.
Il 3 maggio 1922 un gruppo di uomini cercò di incendiare le carrozze nella rimessa di Limavady, ma l'incendio fu sventato dal pronto intervento del personale. Un incendio doloso più grave il 19 maggio 1922 distrusse parte della stazione di Ballymena.
L'unico tentativo registrato di danneggiare il tracciato ferroviario accadde il 19 maggio 1922, quando un ponte tra Killagan e Dunloy fu danneggiato con esplosivo. Le riparazioni durarono quattro giorni, durante i quali i passeggeri erano costretti a superare l'ostacolo a piedi.
Purtroppo due membri del personale furono assassinati a Belfast. Il primo incidente ebbe luogo la notte del 14 aprile 1922, quando un pilota che si aggirava nei pressi del capannone del motore fu testimone di un assassinio. Un altro incidente accadde quando un poliziotto venne travolto da un treno mentre pattugliava il viadotto Randalstown.

### Cambiamenti delle condizioni
Le ferrovie avevano ripreso il controllo delle loro finanze proprio nel mese di agosto 1921, quindi disponevano nuovamente delle proprie risorse. Tuttavia, un gran numero di ex camion militari erano stati venuti nel mercato dell'usato e, senza alcun sistema di controllo delle licenze, chi voleva poteva aprire una propria impresa di trasporti. Nell'agosto del 1921, James Cowie, direttore dell'NCC, stimò che la perdita annuale si aggirava intorno alle 50.000 tonnellate di traffico merci.
L'Irlanda fu divisa nel 1921 e nel maggio 1922 il nuovo governo del Nord Irlanda istituì una commissione per indagare sul funzionamento delle ferrovie nell'Irlanda del Nord. Il rapporto raccomandò di continuare con l'attuale sistema di gestione privatizzato, ma raccomandò di condividere l'uso di vagoni e impianti per massimizzarne l'economia. Una minoranza suggerì il controllo statale.
Dopo il 1922, fu notata la condizione finanziaria insoddisfacente di molte aziende, in quanto si doveva riconoscere la posizione predominante della sola NCC, con i suoi contatti con la Gran Bretagna, anche se le tratte si erano notevolmente ridotte. La commissione raccomandò di forzare la fusione tra la Ballycastle Railway e la NCC. Il governo inglese, non fece niente, essendo preoccupato a risolvere altri problemi.
Tra il 1913 e il 1922 vi fu una riduzione del 26% nel traffico passeggeri e del 25% del traffico merci. Gli incassi erano aumentati di quasi il 60%, ma le spese di funzionamento aumentarono di un allarmante 112% e la necessità di economizzare diventò un fattore dominante nel funzionamento della ferrovia.

## London, Midland e Scottish Railway (Northern Counties Committee)

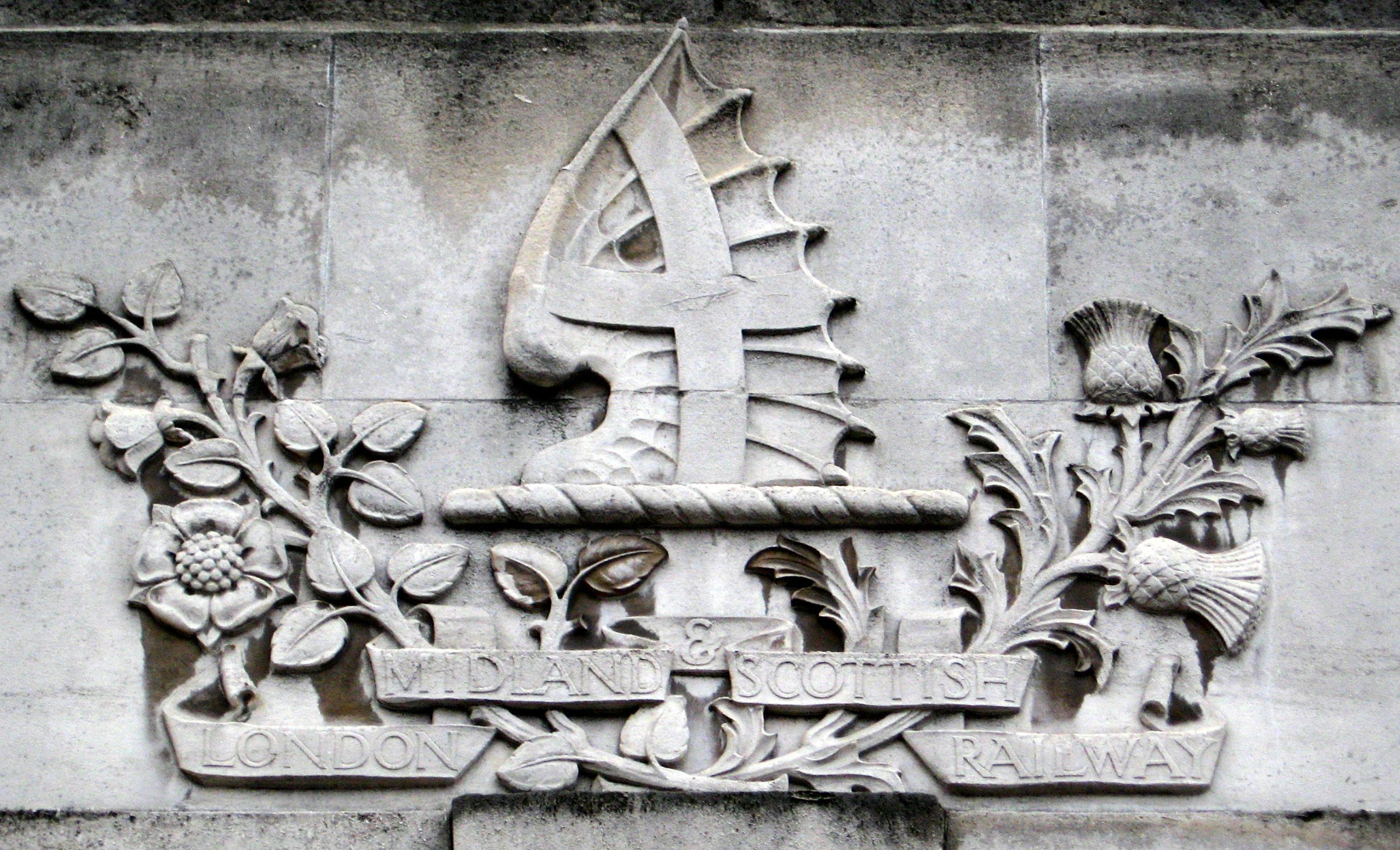
Simbolo LMS.

La Midland Railway, e con essa la NCC, fu inglobata con il Railways Act del 1921 nella London, Midland e Scottish Railway (LMS) nel 1923. Nella fusione si determinò che la MR possedeva 332 km di scartamento irlandese e di 102 km di scartamento ridotto. La LMS cominciò a dipingere le locomotive della NCC in cremisi.
Nel marzo 1924 venne aperto un nuovo ponte sul fiume Bann. Fu costruito per sostituire un vecchio ponte risalente al 1860. La costruzione di questo ponte, lungo 240 metri, fu realizzata con il progetto e, in gran parte, sotto la supervisione dell'ingegnere irlandese, Bowman Malcolm. L'arco di apertura fu la prima applicazione nel Regno Unito, del principio basculare applicato ad un ponte.
Nell'agosto 1924, l'NCC portò avanti l'operazione di implementazione dello scartamento ridotto della Ballycastle Railway, completando l'acquisizione della linea nel mese di giugno del 1925. Questo portò la NCC fino a raggiungere il massimo del suo chilometraggio, pari a 454 km.
La chiusura della prima linea avvenne quando la Portstewart Tramway cessò di operare il 31 gennaio 1926 a causa delle continue perdite, dei ritardi nella manutenzione e delle attrezzature obsolete. L'NCC sponsorizzò un servizio di autobus sostitutivo.
La stazione di York Road, a Belfast fu rinnovata il con una segnalazione luminosa a diversi colori. L'installazione, in servizio dal 1926, fu la prima del suo genere in Irlanda e tra le prime installazioni di grandi dimensioni nel Regno Unito.
Durante il decennio del 1920, le ferrovie cominciarono ad affrontare la crescente concorrenza degli operatori del trasporto stradale. L'NCC rispose riprendendo la competizione nei servizi di autobus e operando con la propria rete di autobus.

### Statistiche - 1932
- Nel 1932 la società possedeva 73 locomotive, di cui 14 avevano la caldaia tubolare; 190 carrozze passeggeri; 150 veicoli di coaching e di altri 2.389 veicoli commerciali.
- Le locomotive dell'azienda percorrevano un totale di 3.124.392 chilometri motore di cui erano stati caricati 1.952.675 chilometri treno.
- Aveva trasportato 2.682.291 passeggeri; 99.053 capi di bestiame e 549.087 tonnellate di traffico merci.
- Il Comitato possedeva 115 autobus e 36 veicoli per il trasporto merci.
- Il Comitato possedeva il Midland Station Hotel, a Belfast, il Northern Counties Hotel, a Portrush; e il Laharna Hotel, a Larne.

Tutti i dettagli in questa sezione si riferiscono a London Midland and Scottish Railway Company (Northern Counties Committee) Financial Accounts and Statistical Returns. Year 1932.

### Sviluppo nel decennio 1930
Anche se la NCC aveva affrontato il tema della concorrenza con il trasporto stradale istituendo un proprio servizio di autobus, la presenza di operatori "non registrati" rimase un problema.
Durante il decennio 1930 furono introdotte una serie di innovazioni con l'intenzione realizzare maggiori economie o di migliorare i servizi, così da fidelizzare la clientela esistente, e possibilmente crearne di nuova.
Nel medesimo periodo, sia sulla linea di Ballymena che sulla linea di Larne a nord di Whitehead, furono realizzati punti di incrocio con l'obiettivo di istituire una relazione "veloce" mediante treni espressi ad alta velocità in entrambe le direzioni.

## Persone

### Manager

#### Belfast & Ballymena Railway / BNCR
- Thomas H. Higgin (1848–1857)
- Edward John Cotton|Edward John Cotton (1857-1899)
- James Cowie (1899–1903)

#### NCC
- James Cowie (1903–1922)
- James Pepper (1922–1931)
- Major Malcolm S. Spier MC (1931–1941)
- Major Frank A. Pope (1941–1943)
- Robert H.W. Bruce (1943–1946)
- James W. Hutton (1946–1949)

### Ingegneri

#### Belfast & Ballymena Railway / BNCR
- Ellis Rowland (1847–1849)
- Alexander Yorston (1849–1868)
- Edward Leigh (1868–1875)
- Robert Findlay (1875–1876)
- Bowman Malcolm (1876-1903)

#### NCC
- Bowman Malcolm (1903-1922)
- William K. Wallace (1922-1930)
- Hugh P. Stewart (1930–1933)
- Malcolm Patrick (1933–1946)
- John Thompson (1946–1949)